# Jocelyn Quivrin
Jocelyn Quivrin (ur. 14 lutego 1979 w Dijon, zm. 15 listopada 2009 w Saint-Cloud) – francuski aktor filmowy.

## Życiorys
W filmie Imperium wilków (L'Empire des loups, 2005) z Jeanem Reno wystąpił w roli młodego kapitana policji, samotnika z przeszłością, który za punkt honoru stawia sobie znalezienie sprawcy morderstw młodych Turczynek. Za rolę Charliego w komedii 99 franków (99 francs, 2007) otrzymał dwie nagrody Étoile d'Or i Lumiere oraz był nominowany do nagrody Cezara jako nadzieja kina. W komedii Lol (2009) zagrał u boku Sophie Marceau.
Zginął 15 listopada 2009 w wypadku samochodowym na autostradzie A13.

## Wybrana filmografia
- 1993: Infant Ludwik (Louis, enfant roi) jako Książę Filip d'Anjou
- 1998: Elizabeth jako francuski strażnik
- 1999: Być może (Peut-être) jako Le Martien
- 2003: Światła (Lichter) jako Alexis
- 2005: Imperium wilków (L'Empire des loups) jako Paul Nerteaux
- 2005: Syriana jako Vincent
- 2007: 99 franków (99 francs) jako Charles 'Charlie' Dagout
- 2007: Męstwo i honor (Jacquou le croquant) jako Hrabia de Nansac
- 2007: Miłość Astrei i Celadona (Les Amours d'Astrée et de Céladon) jako Lycidas
- 2008: Ca$h – Pojedynek oszustów (Ca$h)